# 孟庆华
孟庆华（1906年4月—1986年），男，吉林省怀德县（今公主岭市）人，中国昆虫学家、蚊虫学专家，教授。

## 生平
孟庆华1906年出生于吉林省怀德县一清朝末年知识分子家庭。他于1926年考入民国时期齐鲁大学生物学系，1931年毕业取得齐鲁大学理学学士学位。1932年至1947年间，先后任齐鲁大学生物学系助理教授、讲师、副教授。
1947年，孟庆华赴美留学，在爱荷华州立大学攻读动物昆虫学研究方向，并于1948年以优越学术成绩和表现提前获得理科硕士学位。
孟庆华于1949年第二次国共内战结束前夕归国，任国民党国防医学院教授、寄生虫学组组长。民国政府战败后，孟庆华没有跟随国民政府前往台湾，而是选择留守大陆，在中华人民共和国建国后任贵阳医学院生物学教授，并于1961年任该院副院长。1950年加入中国昆虫学会，1978年当选为中国昆虫学会理事长。
1986年在贵州省贵阳市逝世。